# アイリッシュマン
『アイリッシュマン』（原題:The Irishman）は2019年に公開されたアメリカ合衆国の伝記映画。監督はマーティン・スコセッシ、主演はロバート・デ・ニーロ、アル・パチーノ。本作はチャールズ・ブラントが2004年に発表した同名のノンフィクション作品を原作としている。
2019年11月1日にアメリカ合衆国内で限定的に劇場公開されたのち、2019年11月27日にNetflixで配信された。

## あらすじ
物語は、今は老人ホームで過ごす車椅子の老人フランク・シーランが、マフィアのヒットマンとして自身が関わっていた1950年代から80年代のアメリカの裏社会について、1975年の出来事を度々挿入しながら回想するという形で進む。
1950年代、第二次世界大戦をイタリア戦線で過ごし、復員したシーランはフィラデルフィアにて食肉配達のトラック運転手として生計を立てていた。ある日、シーランは地元マフィアに積荷の横流しを行う。すぐに発覚し、会社から訴えられてしまうが卸し先や共犯者の名は決して明かさず、組合の弁護士ビル・バファリーノの手腕で無罪の上に地位保全まで勝ち取る。裁判後にシーランは、ビルから従兄弟のラッセル・バファリーノを紹介されるが、それは少し前にシーランのトラックの不調を直してくれた通りがかりの人物でもあった。人当たりの良い紳士に見えるラッセルの正体はペンシルバニア州北東部を拠点とするイタリア系マフィアの大物であった。ラッセルに気に入られたシーランはみかじめ料の集金など彼の下で働き始める。ある一件からシーランは組織のヒットマンとしても活動し始め、先の大戦での経験を元に、ラッセルに命じられるままに組織の邪魔者を葬っていく。
一方、プライベートにおいてシーランは妻メアリーと離婚し、ラッセルの紹介で知り合った若いアイリーンと再婚する。先妻と合わせ4人の娘に恵まれ、ラッセルとも家族ぐるみの付き合いをするシーランであったが、娘であるペギーは何故かラッセルに懐かず、父シーランに対しても何でも過剰な暴力で解決しようとすることから恐れを抱き、心を閉ざすようになっていた。
ある日、シーランはラッセルから当時誰も知らぬ者はおらず、大統領に次ぐ権力者と評されたIBTの委員長ジミー・ホッファを紹介される。ライバル組合の対処などに苦慮していたホッファは、手際よく問題を「解決」するシーランを気に入り、シーランは彼のチーフ・ボディガードとして重用される。さらにシーランとホッファは家族ぐるみの付き合いを始め、ペギーはホッファにかなり懐く。
1960年、ジョン・F・ケネディが大統領となる。ホッファは予てよりリチャード・ニクソンを支持していたことで、ケネディ政権から睨まれてしまう。一方、ラッセルらマフィア達はキューバ革命で失った同地の利権を回復するため、ケネディを応援していた（しかし史実の通りケネディの対キューバ政策はすべて失敗する。またその後マフィア対策を始める）。ホッファは連日、司法長官ロバート・ケネディから巨額年金の行方やマフィアとの繋がりについて激しい追及を受ける。ケネディが暗殺されても追及の手は緩むことはなく、最終的に1967年に刑務所に収監されてしまう。しかし、ホッファは前もって側近のフランク・フィッツシモンズを次期委員長に仕立て権力維持を狙っていた。
凡庸なフィッツシモンズはマフィアの言いなりになり、彼らに無利子の融資を始めるなどかなりの額の年金を使い込み始める。しかし、それゆえにマフィア達から気に入られ、ホッファの影響力が減退していく。また、恐喝罪で同じく収監されてきた組合の政敵トニー・プロの頼みを無碍に断ったことで2人の関係は完全に破綻する。
1971年、ニクソン政権の恩赦で出所したホッファは、組合の委員長に復帰しようとするが、心変わりし、マフィア達の支持も得ていたフィッツシモンズに拒否される。トニー・プロの支持も得ようとしたがプライドが邪魔をし、会談は決裂する。委員長に復帰するためなりふり構わないホッファは、フィッツシモンズとマフィアの癒着を持ち出して彼を批判し始め、ニューヨーク五大ファミリーのジェノヴェーゼ・ファミリーのボスであるトニー・サレルノから危惧され始める。ラッセルは旧友のホッファを守るためサレルノを宥め、ホッファを諭そうするが失敗に終わり、シーランもまた親友であるホッファを守るため、説得しようとするがすべて無駄に終わる。むしろ、ホッファは搦め手を使ってマフィアへの融資を強制的に停止させた上に、 裏社会との癒着の証拠やマフィアの事業への融資の強制回収などをほのめかし、マフィアらを逆に脅迫し始める。
1975年、ビルの娘の結婚式に出るため、ラッセルとシーランはそれぞれの妻を連れ車で数日かけて長距離を移動している。結婚式がホッファとマフィアらの最後の交渉の場であったが、移動中のシーランに対し、デトロイトにいるホッファは出席しない旨を伝える。ラッセルは焦るシーランに、ホッファの粛清と、その実行犯にシーランが決まったことを伝える。絶望するシーランは飛行機でデトロイトに向かい、ギャングのサリーやホッファの養子チャッキーと合流して、トニー・プロと会う予定であったホッファに会う。ホッファはシーランがいれば大丈夫だと安心し、2人は会談場所として指定された家の中に入る。シーランはホッファの後頭部に2発銃弾を撃ち込み、すぐに飛行機で戻る。そしてラッセルと予定通り結婚式に出席する。シーランは、ホッファの遺体は火葬され、隠滅されたと聞いたと回想する。
その後、行方不明となったホッファを巡ってシーランも関係者として事情聴取を受けるが黙秘を通す。しかし、ペギーには勘付かれており、以降、彼女はシーランを拒絶し、一口も言葉をかわさなくなる。やがてシーランやラッセル、またサレルノは、それぞれ別件の容疑で逮捕され同じ刑務所に収監される。晩年のラッセルは教会で神に祈るようになっており、それを疑問に思ったシーランに対し、ラッセルはそのうちわかると答え、間もなく亡くなる。
出所したシーランはすぐに妻に先立たれ、娘たちは寄り付かず孤独な生活を送る。特にシーランはペギーに対し、どうにかして会話して謝罪したいと願うがまったくできなかった。老人ホームに入ったシーランは、カトリックの司祭と交流し始め、最後に自室で罪を告解し、司祭は赦しを与える。司祭が部屋から出ようとするとシーランはホッファの習慣であったドアを少し開けておくことをお願いする。

## 登場人物・キャスト

### 主要人物
フランク・シーラン
演 - ロバート・デ・ニーロ、日本語吹替 - 沢木郁也
ペンシルバニア州生まれのアイルランド系アメリカ人。通称アイリッシュマン（The Irishman）。第2次世界大戦をイタリア戦線にて過ごし、戦後に食肉配達のトラック運転手となる。とある縁で知り合ったバファリーノから、マフィアに積荷を横流しした件で助けられる。以降、彼の仕事を請け負うようになり、ある一件から暗殺も担うようになる。イタリア系でなければ信頼されないマフィア社会において、アイルランド系だがバファリーノから高く信頼される。また、彼から紹介されたホッファの右腕としても活動を始める。
ジミー・ホッファ
演 - アル・パチーノ、日本語吹替 - 山路和弘
全米トラック運転手組合の委員長。作中の現代においてはその限りでないものの50-60年代のアメリカにおいて誰も知らぬ者はおらず、大統領に次ぐ権力者とまで評された人物。バファリーノから紹介されたシーランを重用して、暗殺も伴う対立者の妨害を行い、また彼を親友としても扱う。ケネディが大統領となると彼から目の敵にされ追い込まれていく。マフィア相手でも物怖じせず、10分以上遅刻する者を自分を軽視しているとして嫌う。また、自分のいる部屋の扉を少し開けておくという習慣がある。
ラッセル・バファリーノ
演 - ジョー・ペシ、日本語吹替 - 樋浦勉
ペンシルベニア北東部のマフィアであるバファリーノ・ファミリーのボス。およそ裏社会の大物には見えない腰の低い紳士然とした人物。とある縁で知り合ったシーランを気に入り、目をかけるようになる。多様な人脈を持ち、ホッファとも旧知の仲で彼にシーランを紹介する。

### マフィア
アンジェロ・ブルーノ
演 - ハーヴェイ・カイテル、日本語吹替 - 内田直哉
フィラデルフィア・ファミリーのボスで、裏社会の大物の一人。バファリーノの友人。ウィスパー・ディトゥリオの一件において、バファリーノの仲介により、シーランを許し、代わりに報復としてディトゥリオの暗殺を命じる。また、シーランにバファリーノが得難い人物であることや、彼に感謝するように言う。
ウィスパー・ディトゥリオ
演 - ポール・ハーマン
シーランと旧知のギャング。儲け話として10,000ドルでデラウェア州のリネンサービスの建物を破壊するよう依頼する。しかし、出資者がブルーノであることを隠しており、シーランを危機に陥れる。ブルーノ及びバファリーノに命じられたシーランによって暗殺される。これがシーランのマフィアのヒットマンとしての最初の仕事になる。
アンソニー・"ファット・トニー"・サレルノ
演 - ドメニク・ランバルドッツィ、日本語吹替 - 丸山壮史
ニューヨーク五大ファミリーの1つジェノヴェーゼ・ファミリーのボス。作中には1970年代から登場し、暴走するホッファに対する危惧をバファリーノに伝える。物語終盤もシーランやバファリーノと同じ刑務所に収監され交流を持つ。
ジョーイ・ガロ
演 - セバスティアン・マニスカルコ、日本語吹替 - 魚建
クレージー・ジョーの異名を持つギャング。配下の黒人を使って五大ファミリーのボス、ジョゼフ・コロンボ襲撃事件を引き起こし、公衆の面前での事件にバファリーノらマフィアの大物たちを激怒させる。さらにショーパブにてバファリーノに喧嘩をふっかける。これらによってバファリーノに命じられたシーランに暗殺される。
サルバトーレ・"サリー・バグズ"・ブルガリオ
演 - ルイス・キャンセルミ、日本語吹替 - 伊藤健太郎
殺し屋。シーランのホッファ殺しにおいて彼に同行する。後年、当局のマフィアへの締付けが厳しくなる中、連絡ミスによりFBIと内通していると疑われ、シーランに射殺される。
フェリックス・ディトゥリオ
演 - ボビー・カナヴェイル、日本語吹替 - 谷昌樹
殺し屋。通称スキニー・レイザー。フィラデルフィアで酒場フレンドリー・ラウンジを経営していた。

### 全米トラック運転手組合
ビル・バファリーノ
演 - レイ・ロマーノ、日本語吹替 - 石田圭祐
組合の顧問弁護士で、ホッファの側近。ラッセルの従兄弟。物語冒頭にてシーランの積荷横流しの裁判を無罪の上雇用も維持するという完全な勝利に導き、またシーランをバファリーノに紹介する。物語中盤ではホッファの信頼する最側近としてシーランと共に彼に仕え、ロバート・ケネディの追及に対する対策などを練る。
トニー・プロ
演 - スティーヴン・グレアム、日本語吹替 - 花輪英司
ホッファのライバル組合員。直接、ホッファの地位を脅かすほどではないが、一部の地域で強い組合員の支持を持つ有力者。また、ジェノヴェーゼ・ファミリーの幹部。1960年末、恐喝罪で有罪判決を受け刑務所に服役する。判決で多額の年金を受け取れる権利を失ってしまったため、同じく服役していたホッファに権利の復帰を依頼するも無碍に断られ、関係は完全に破綻する。
フランク・フィッツシモンズ
演 - ゲイリー・バサラバ
ホッファの側近。ホッファの収監が決定すると、権力を維持したい彼によって組合の委員長に抜擢される。しかし、マフィアの言いなりになって組合の年金資金を無利子でマフィアの事業に流出させ、逆にマフィアからの支持を得るようになる。ホッファ出所後は、委員長職を返すことを拒絶し、ホッファのヨットを爆破するなど明白な敵対行動をとる。
トーマス・アンドレッタ
演 - ジェレミー・ルーク
トニー・プロの子分。
スティーブン・アンドレッタ
演 - ジョゼフ・ルッソ
トニー・プロの子分。
エド・パーティン
演 - クレイグ・ヴィンセント
全米トラック運転手組合の交渉委員。1964年のホッファ裁判で証言した。

### 主要人物の家族
ペギー・シーラン
演 - アンナ・パキン、日本語吹替 - 高宮彩織
シーランの娘。幼少より物静かで、父シーランやバファリーノには心を開かない。しかし、シーランがホッファと家族ぐるみの付き合いを始めるとホッファには非常に懐く。ホッファ失踪事件では父の様子を見て、彼がホッファを殺したと察し、以降、父と一言も言葉をかわさなくなる。
アイリーン・シーラン
演 - ステファニー・カーツバ、日本語吹替 - 小林さやか
フランク・シーランの二番目の妻。
キャリー・バファリーノ
演 - キャスリン・ナルドゥッチ
バファリーノの妻。シチリア・マフィアの出身。
ジョゼフィーヌ・ホッファ
演 - ウェルカー・ホワイト、日本語吹替 - 水神のりこ
ホッファの妻。愛称はジョー。
チャッキー・オブライエン
演 - ジェシー・プレモンス、日本語吹替 - 前田一世
ホッファの養子。ホッファ裁判中に拳銃でホッファの命を狙っていた暗殺者を取り押さえ、義父ホッファより称賛される。ホッファが暗殺された日にも、自身の車でシーランらを送り、ホッファ暗殺に巻き込まれる形で殺されたという。

### 政府・司法
ジミー・ニール
演 - J・C・マッケンジー
1964年、1968年のホッファ裁判の検察官。
ロバート・ケネディ
演 - ジャック・ヒューストン
ケネディ政権での司法長官。兄ジョン・F・ケネディの大統領選時に共和党候補を支援したホッファに対し、表向きは犯罪組織撲滅ながらも報復としてホッファに対する締め付けを行う。
エヴェレット・ハワード・ハント
演 - ダニエル・ジェンキンス、日本語吹替 - 丸山壮史
政府の工作員。通称ビッグイヤー（大きな耳）。ピッグス湾事件における工作を担当し、ラッセルらマフィアと協力しており、シーランが運んできた軍需物資を受け取る。後にウォーターゲート事件の公聴会のテレビ放送に映る。

### その他
ドン・リックルズ
演 - ジム・ノートン
コメディアン。

## 製作

### 構想
マーティン・スコセッシにとって本作の映画化は長年の悲願であったが、ロバート・デ・ニーロ、アル・パチーノ、ジョー・ペシら豪華キャストを揃えた大作ギャング映画の製作は、彼の力を以てしても困難を極めるものであった。2014年9月、パチーノは本作の企画が進んでいることを明らかにし、ボビー・カナヴェイルが出演することになったと述べた。2015年10月、デ・ニーロは来年中には撮影が始まるだろうという見通しを述べた。
2016年5月、第69回カンヌ国際映画祭で本作の製作権と配給権が販売された。アメリカでの配給権はパラマウント映画によって押さえられたままだったが、ファブリカ・デ・チーネが1億ドルを出資する意向を表明した。IMグローバル、20世紀フォックス、ライオンズゲート、ユニバーサル・ピクチャーズ、STXエンターテインメントが熾烈な入札競争を行ったが、最終的に、STXが5000万ドルで本作の米国外配給権を獲得した。
2017年2月、ファブリカ・デ・チーネが膨れ上がっていく製作費に難色を示し、本作の企画から離脱した。それを受けて、パラマウント映画が本作の全米配給権を手放したと報じられた。本作の製作は暗礁に乗り上げたかに見えたが、Netflixが1億2500万ドルの出資を表明したため、そのまま製作が続行されることとなった。なお、同社は本作の全世界配給権を1億500万ドルで購入した。

### キャスティング
2017年7月、ジョー・ペシの出演が正式に決定した。ペシの出演交渉は難航を極め、受諾までに50回ほど断られたと報じられている。9月、ジャック・ヒューストン、スティーヴン・グレアム、ドメニク・ランバルドッツィ、ジェレミー・ルーク、ジョゼフ・ルッソ、キャスリン・ナルドゥッチ、ダニー・A・アベケイザー、J・C・マッケンジー、クレイグ・ヴィンセントの出演が決まった。また、10月にはゲイリー・バサラバ、アンナ・パキン、ウェルカー・ホワイト、ジェシー・プレモンスがキャスト入りした。

### 撮影・音楽
本作の主要撮影は2017年8月29日にマンハッタンで始まり、2018年3月5日に終了した。
なお、本作はフランク・シーランの半生を描いた作品ではあるが、若い頃のシーランもデ・ニーロが演じている。インダストリアル・ライト&マジックによる特殊効果によって、デニーロの風貌を若返らせることで、一人の俳優が演じきることが可能になった。
2019年11月8日、ソニー・ミュージックが本作のサウンドトラックを発売した。

### 公開
本作は2019年11月1日にアメリカ国内の少数の劇場で限定的に公開された。 Netflixと映画館チェーンの緊張関係のため、大手チェーンのいくつかは劇場公開を拒否した。大手チェーンは劇場公開から配信までに60日以上空けることを要求しているが、Netflixは本作を4週間後に公開する予定を崩さなかったためである。2019年2月にはスコセッシの希望により大規模な劇場公開の可能性があると報道されていた。
その他、イギリス、ドイツ、イタリア、日本、スペイン、韓国などでも限定的に劇場公開されたが、フランスでは劇場公開と配信との間隔の制限のために劇場公開はされなかった。

## 評価
本作は批評家から絶賛されている。
Rotten Tomatoesでは221件の批評家レビューのうち96％が支持評価を下し、平均評価は10点中8.9点となった。
サイトの批評家の総合的な見解は「『アイリッシュマン』は大胆で、壮大で、一生涯をたちまち駆け抜けるような映画。際立った技術と生々しい演技の数々、そしてダークなユーモアをそなえた、スコセッシによるジャンルの魅力の総決算であり、近年のキャリアの勝利だ。」である。